# Battaglia del fiume Arar
La Battaglia del fiume Arar (l'attuale Saona) fu il secondo episodio della Conquista della Gallia da parte della Repubblica romana: la battaglia si svolse nell'anno 58 a.C. tra l'esercito romano guidato da Gaio Giulio Cesare e gli Elvezi, con buona vittoria romana durante l'attraversamento del fiume.

## Contesto storico
Giulio Cesare arrivò in Gallia nel 58 a.C., dopo il Consolato dell'anno precedente. Era, infatti, consuetudine che i Consoli, gli Ufficiali più elevati in Grado di Roma, alla fine del loro Mandato fossero nominati governatori in una delle province dal Senato romano. Grazie agli accordi del Primo triumvirato (l'alleanza politica non ufficiale con Gneo Pompeo Magno e Marco Licinio Crasso), Cesare fu nominato governatore della Gallia Cisalpina (la regione fra le Alpi, gli Appennini e l'Adriatico), dell'Illirico e della Gallia Narbonense.
Il fatto che a Cesare sia stata attribuita inizialmente la Provincia dell'Illirico nel suo imperium, con la dislocazione all'inizio del 58 a.C. di ben tre Legioni ad Aquileia, potrebbe significare che egli intendeva andare a cercare gloria e ricchezze, con cui accrescere il suo potere, la sua influenza militare e politica, con campagne oltre le Alpi Carniche fin sul Danubio, sfruttando la crescente minaccia delle tribù della Dacia (odierna Romania), che si erano riunite sotto il loro re Burebista.
Cesare aveva infatti bisogno di importanti vittorie militari così da costruirsi un suo potere personale con il quale controbilanciare quello che Pompeo aveva conseguito con le vittorie ottenute in Oriente. Cessata la minaccia dei Daci, Cesare rivolse la sua brama di conquista ad Occidente, alla ricca Gallia, divisa in molteplici fazioni, alcune delle quali a favore della stessa Roma, e che si presentava, almeno apparentemente, con minori difficoltà militari rispetto all'insidioso territorio della Dacia ed all'unità ritrovata dei suoi abitanti sotto il loro grande re, Burebista. A Cesare serviva solo il pretesto per cominciare la sua avventura militare in Gallia.

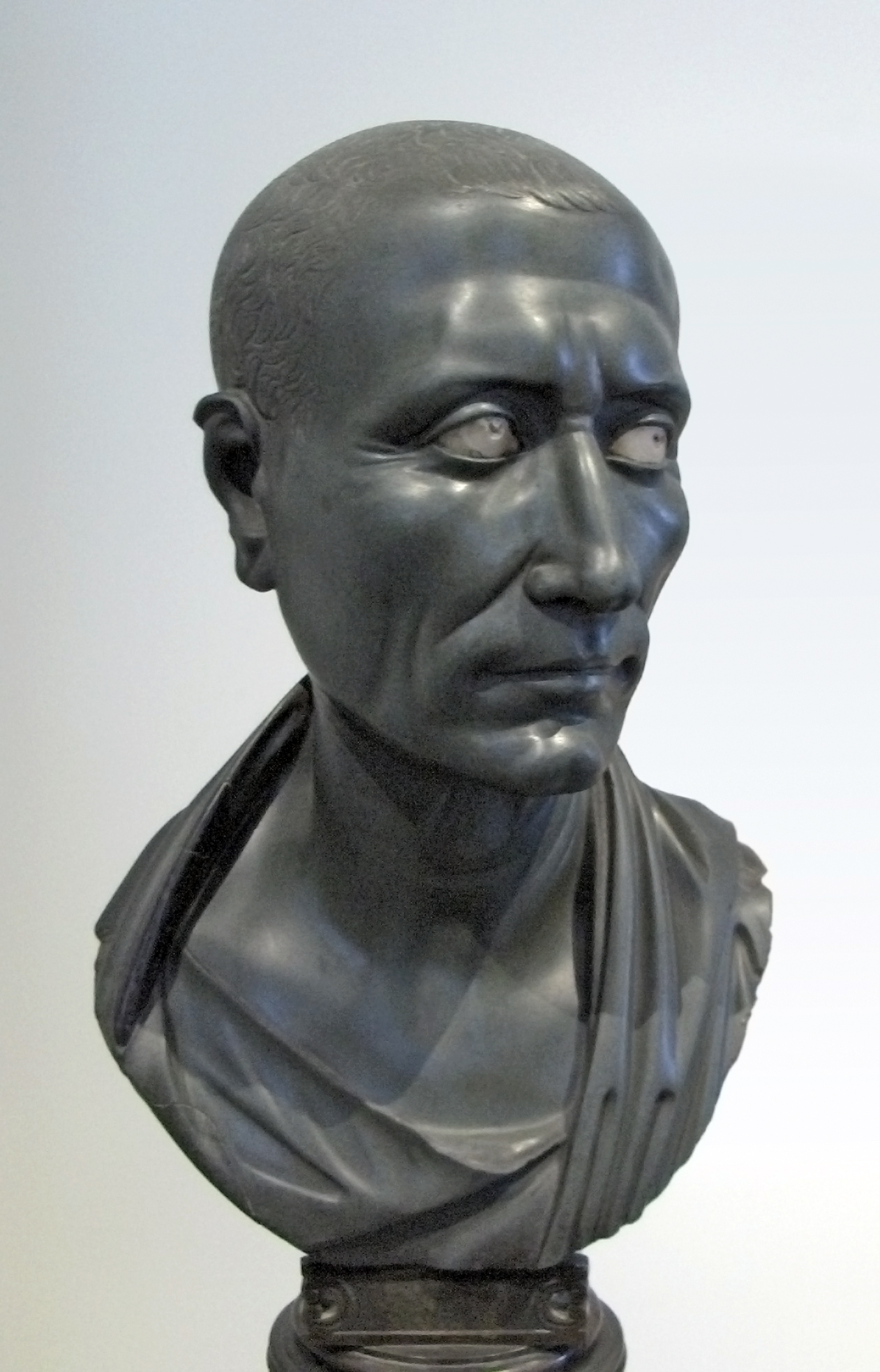
Busto di Gaio Giulio Cesare.

A fornire a Cesare il pretesto per entrare in armi in Gallia fu la migrazione degli Elvezi, stanziati tra il lago di Costanza, il Rodano, il Giura, il Reno e le Alpi retiche. Nel 58 Cesare si trovava ancora a Roma quando venne a sapere che gli Elvezi si stavano preparando a migrare verso le regioni occidentali della Gallia, con l'intento di attraversare il territorio della Gallia Narbonense. Il passaggio di un intero popolo all'interno della provincia romana avrebbe senza dubbio procurato enormi danni e avrebbe potuto spingere gli Allobrogi, che vivevano in quell'area, a ribellarsi contro il dominio romano. Inoltre, i territori abbandonati dagli Elvezi avrebbero potuto essere occupati da popoli germanici, che sarebbero così divenuti pericolosi e bellicosi vicini dei possedimenti romani.

Cesare narra: 
(Cesare, De bello Gallico, I, 2.)

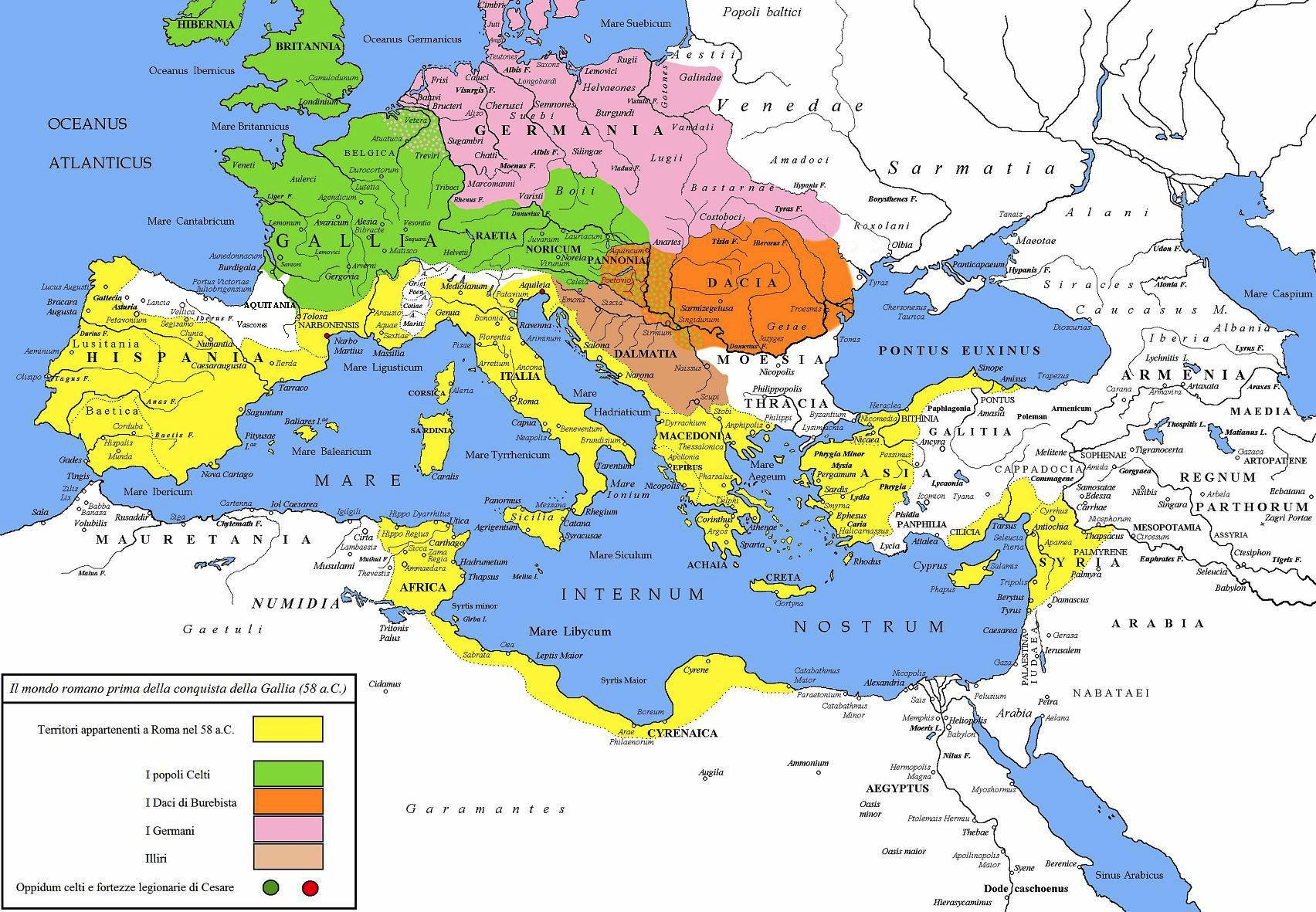
Il mondo romano nel 58 a.C. prima della conquista della Gallia.

Orgetorige aveva bisogno di trovare alleati in Gallia per attuare il suo piano di conquista. Per prima cosa si rivolse al sequano Castico, figlio di Catamantalede, che per tanti anni era stato capo dei Sequani oltre ad aver ricevuto il titolo di "Amico del popolo romano" dal Senato romano, affinché assumesse egli stesso il potere, affiancandolo così nel suo progetto di conquista dell'intera Gallia. Subito dopo si rivolse a Dumnorige, fratello di Diviziaco, che a quel tempo era capo del popolo degli Edui, e gli diede in moglie la propria figlia in cambio dell'alleanza tra i due popoli.
I tre, convinti di poter conquistare l'intera Gallia grazie alle forze congiunte dei loro tre potentissimi popoli, si scambiarono tra loro un giuramento di fedeltà. Il loro progetto svanì nel nulla, poiché le trame di Orgetorige furono scoperte e, prima ancora che cominciasse il processo pubblico, sembra che egli stesso abbia preferito darsi la morte, piuttosto di dover sopportare la pena capitale "del fuoco". Anche dopo la sua morte, però, gli Elvezi non desistettero dal proposito di migrare.
Date, pertanto, alle fiamme le città, i villaggi e il frumento che non potevano portare con loro, gli Elvezi si misero in marcia, dopo aver convinto i vicini popoli dei Raurici, dei Tulingi e dei Latovici a unirsi a loro e dopo aver accolto anche i Boi, migrati dalla lontana Pannonia.
Si trattava di scegliere quale via percorrere: la prima li avrebbe condotti nel paese dei Sequani, seguendo una via stretta e difficile tra i monti del Giura e il Rodano, mentre la seconda, apparentemente più agevole, avrebbe però richiesto il passaggio nel territorio della Gallia Narbonense. Gli Elvezi scelsero la seconda via, pur senza sapere quale sarebbe stata la reazione dei Romani alla loro richiesta di trasferire l'intero popolo sul suolo romano.
Il loro tentativo di passare al di là del fiume Rodano però fallì. Questa immensa moltitudine composta da ben 368 000 individui di cui 92 000 armati si infranse contro le fortificazioni che Cesare aveva contro di loro così bene predisposto, difese da una sola legione, la X.

### Preludio alla battaglia

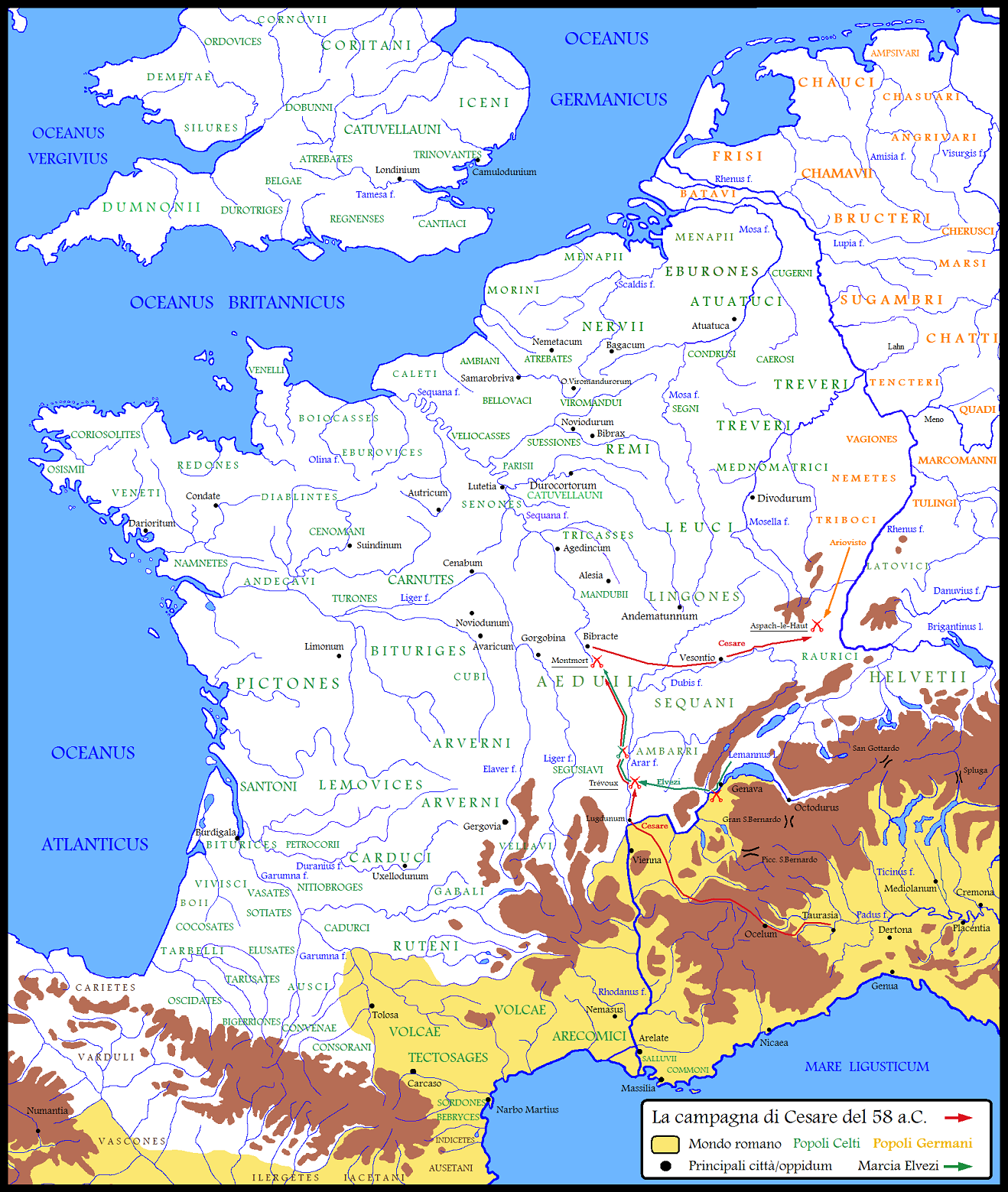
La campagna di Cesare del 58 a.C.

Gli Elvezi dopo aver cercato invano di penetrare nella provincia, tentando di sfondare la linea difensiva creata dai Romani, si risolsero a trattare coi Sequani per ottenere il permesso di attraversare le loro terre ed alla fine lo ottennero.
Cesare avrebbe potuto, a questo punto, disinteressarsi alla questione dato che gli Elvezi non avrebbero più attraversato i territori romani, ma il timore di rimandare il problema, o forse l'ormai maturata decisione di portare la guerra in Gallia e di sottometterla, lo convinsero che doveva intervenire senza attendere un nuovo pretesto.
Nel De bello Gallico, Cesare addusse diverse motivazioni per giustificare la sua azione:
- la prima era che gli Elvezi volevano stanziarsi nel territorio dei Santoni, non molto distante dal territorio dei Tolosati, la cui città si trova nella provincia, con grave pericolo l'intera provincia (Narbonense ed anche della vicina Tarraconense).[7]
- La seconda è che nel 107 a.C. gli Elvezi, avevano non solo sconfitto un esercito romano, ma anche ucciso, oltre al console, anche il generale Lucio Pisone, avo del suocero di Cesare.[8]
- La terza, e più convincente, fu offerta dalle devastazioni che gli Elvezi fecero nel territorio degli Edui, popolo «amico ed alleato del popolo romano»,[9] che per questo motivo chiesero l'intervento armato di Cesare.[10]

Cesare lasciò a guardia del vallo appena costruito lungo il Rodano alcune coorti, sotto il comando di un suo luogotenente, Tito Labieno; con il resto dell'esercito mosse all'inseguimento degli Elvezi, riunendosi lungo la marcia alle cinque legioni provenienti dalla Gallia Cisalpina (due delle quali di nuova formazione: la XI e la XII). L'avanzata non fu priva di difficoltà, poiché i vari popoli celtici dei passi alpini, prima i Ceutroni, poi i Graioceli e infine i Caturigi, tentarono di impedire alle legioni di raggiungere la Gallia Comata.
(Cesare, De bello Gallico, I, 10.)

### Forze in campo
L'esercito di Cesare che mosse contro gli Elvezi, era costituito dalle legioni VII, VIII, IX, X, XI e XII, queste ultime due appena reclutate nella Gallia Cisalpina, per un totale di 6 legioni (ognuna composta da poco più di 4 000 armati ciascuna) pari a circa 25 000 legionari, oltre ad un numero di alleati pari a circa 4 000 armati, per lo più cavalieri. Di questi alcune coorti furono lasciate a guardia del vallo appena costruito, lungo il Rodano nei pressi di Genava, sotto il comando del legatus legionis, Tito Labieno.
Le forze messe in campo dagli Elvezi, erano secondo lo stesso Cesare poco meno di 368 000 individui (tra uomini, donne, persone anziane e bambini), di cui "solo" 92 000 armati potevano essere schierati in battaglia.

## La battaglia
Gli Elvezi avevano già attraversato il Paese dei Sequani, come concordato, ma si erano lasciati andare a saccheggi nel vicino Paese degli Edui, tanto che questi ultimi furono costretti a chiedere l'intervento romano (anche perché alcune bande elvetiche avevano sconfinato nei territori degli stessi Allobrogi, al di là del Rodano, appartenenti alla provincia romana della Gallia Narbonense). Cesare, ormai convinto da questi fatti, decise di intervenire. Lo scontro avvenne nei pressi del fiume Arar, mentre le armate degli Elvezi erano intente ad attraversarlo.
(Cesare, De bello Gallico, I, 12-13.)
Gli Elvezi, turbati dalla sconfitta e dalla rapidità con cui Cesare aveva provveduto alla costruzione del ponte (un solo giorno, contro i venti giorni impiegati dagli Elvezi), mandarono una delegazione per trattare con il generale romano, a capo della quale vi era Divicone, famoso tra la sua gente per aver condotto alla vittoria le armate degli Elvezi nel 107 a.C. contro Longino. Divicone, senza alcuna soggezione nei confronti di Cesare, rivelò che gli Elvezi erano disposti ad accettare l'assegnazione di terre che il generale romano avesse loro riservato, in cambio della pace. Cesare, da parte sua, chiese a garanzia alcuni ostaggi e volle che fossero soddisfatte le richieste di Edui e Allobrogi, danneggiati dalle incursioni elvetiche. Divicone fu costretto a rifiutare tali richieste, che reputava ingiuste, forse sospettando trattarsi di un pretesto per continuare la guerra. Non fu raggiunto alcun accordo e la marcia degli Elvezi continuò verso nord per altri 14 giorni.

## Conseguenze
Cesare provò a stuzzicare il nemico in marcia e, dopo 14 giorni di inseguimento fino alla capitale degli Edui, decise di affrontare il nemico nei pressi di Bibracte (sul Mont Beuvray), dove Cesare riuscì a battere definitivamente gli Elvezi ed i loro alleati (Battaglia di Bibracte). Secondo il racconto cesariano, tra i vinti sopravvissero solo 130 000 persone, su un totale iniziale di 368 000. Cesare poteva dirsi soddisfatto del risultato immediato raggiunto e di aver creato il pretesto per poter cominciare la conquista dell'intera Gallia.

### Fonti primarie
- Gaio Giulio Cesare, De bello Gallico, libro VII.
- Cassio Dione, Storia romana, libri XL;
- Plutarco, Vite parallele, Vita di Cesare;
- Svetonio, Vite dei Cesari, Vita di Cesare;

### Fonti secondarie
- M. Cary, H. H. Scullard, Storia di Roma, vol. II, 2ª ed., Bologna, il Mulino, 1988, ISBN 88-15-02021-7.
- J. Carcopino, Giulio Cesare, traduzione di Anna Rosso Cattabiani, Rusconi Libri, 1993, ISBN 88-18-18195-5.
- M. Jehne, Giulio Cesare, traduzione di Alessandro Cristofori, il Mulino, 1999.
- edizione italiana a cura di Augusto Guida Eberhard Horst, Cesare, Rcs Libri, 2000.
- Luciano Canfora, Giulio Cesare. Il dittatore democratico, Laterza, 1999, ISBN 88-420-5739-8.
- André Piganiol, Le conquiste dei Romani, Milano, 1989, ISBN 88-04-32321-3.
- Theodore Ayrault Dodge, Caesar, New York, 1989-1997, ISBN 0-306-80787-4.
- Peter Berresford Ellis, L'impero dei Celti, Casale Monferrato, 1998, ISBN 88-384-4008-5.
- Andrea Frediani, Le grandi battaglie di Giulio Cesare, Roma, 2003, ISBN 88-8289-941-1.
- Theodor Mommsen, Storia di Roma antica, vol. V/1, Firenze, 1973.
- Lawrende Keppie, The making of the roman army, cap. 3, Oklahoma, 1998, ISBN 0-8061-3014-8.
- Adrian Keith Goldsworthy, The roman army at war - 100 BC/AD 200, Oxford, 1998, ISBN 0-19-815090-3.
- Erik Abranson e Jean-Paul Colbus, La vita dei legionari ai tempi della guerra di Gallia, Milano, 1979.